# برادران گریم (فیلم)
برادران گریم (به انگلیسی: The Brothers Grimm) فیلمی ماجراجویی و فانتزی به کارگردانی تری گیلیام محصول سال ۲۰۰۵ کشور ایالات متحده آمریکا است.

## خلاصه داستان
برادران گریم دو نویسنده آلمانی به نام های جیکوب (هیت لجر) و ویلهم (مت دیمون) هستند که می‌خواهند داستان خود را به اتمام برسانند برای همین به یک روستای عجیب می‌روند در آنجا همه دختران جوان شهر دزدیده می‌شوند و جنگل و وقایع آن عجیب و ماورایی است. آنها به درون جنگل می‌روند و متوجه می‌شوند که ملکه‌ای که سالها پیش باید مرده بود با استفاده از طلسم زنده مانده و برای جوان ماندن خودش باید آن دختران جوان را بکشد و آنها (برادران گریم) تصمیم به مبارزه با او می‌گیرند و می‌خواهند تا طلسم او را باطل کنند و...

## بازیگران
مت دیمون
هیث لجر
پیتر استرمر
مونیکا بلوچی
لینا هیدی
جاناتان پرایس
توماش هاناک
مکنایز کروک
راجر اشتون-گریفیتس